# تيسير الوصول إلى جامع الأصول من حديث الرسول
تيسير الوصول إلى جامع الأصول من حديث الرسول. كتاب ألفه ابن الديبع الشيباني اختصر ثلث حجم جامع الأصول في أحاديث الرسول لمؤلفه ابن الأثير، مع حسن الإيراد ولطف العبارة والتلخيص لما يكثر شرحه ويطول.

## مقدمة الكتاب
فاني وقفت على كثير مما دوّنه الأئمة من كتب الحديث، في القديم والحديث، فلم أر فيها أكثر جمعا، ولا أحسن وضعا. من كتاب (جامع الأصول، من حديث الرسول) صلى الله عليه وسلم، وشرّف وكرك وعظم. الذي ألفه الامام الغلامة الكبير مجد الدين أبو السعادات ابن الأثير. فجمع فيه أحاديث الاصول الستة المشهورة ـ صحيحي البخاري ومسلم، وموطأ الامام مالك، وسنن أبي داود السجستاني، وجامع أبي عيسى الترمذي، وسنن أبي عبد الرحمن النسائي رحمهم الله تغالى ـ جمعا رصينا، لطلابها على ما اشتملت عليه من علومها وفوائدها معينا. شكر الله تعالى مسعاه، وأحسن عاقبته ورُجعا فقلد أجاد فيه كل الإجادة، مع كثرة الجدوى وحسن الإفادة. وقد جرّده في نحو ربع حجمه قاضي القضاة شرف الدين هبة الله ابن البارزي قاضي حماة ـ رحمه الله تغالى ـ في كتاب سماه (تجريد الأصول من حديث الرسول) فتداولته الطلبة لحسن اختصاره، واعتماده على تجريد اخباره وآثاره.
قال قاضي القضاة في خطبة كتابه ما ملخص لفظه ومعناه: إن أبا الحسن رزين بن معاوية العبدري جمع الأصول الستة المذكورة، فكان كتابه أجمع الكتب في هذا الفن نفعا، وأنفعها جمعا، حيث حوى الاصول الستة المذكورة، التي هي أمهات الحديث وأصولها، وبأحاديثها استدل العلماء وعمدتهم منقولها، ثم إن الشيخ الإمام العالم مجد الدين أبا السعادات المبارك بن محمد بن محمد بن عبد الكريم الجزري ثم الموصلي يعني ابن الاثير رحمه الله نظر في كتاب رزين الحاوي لهذه الأصول، فاختار لها وضعا أجاد والله ترتيبه وتهذيبه، وأحسن تفصيله وتبويبه، فأبرزه في تأليف سماه:
( جامع الاصول من حديث الرسول ) فهو إذا نخبة المنخوب، وإنسان عين المطلوب.
فأفرغت الوسع في تحصيله وروايته، وعزمت على الاشتغال به ولو بمطالعته، وحين يسر الله وله الحمد روايته تدبرته، فوجدته بحرا زاخرة أمواجه، وبرا وعرة فجاجه، ورأيت ذلك لعدم همم بني الزمان، كالداعي إلى الإعراض عن هذا المهم العظيم الشأن، فاستخرت الله تعالى في تجريده أخباره وآثاره، واستعنته على تلخيصه واختصاره، فألقيت عنه ما زاد على الأصول من شرح الغريب والإعراب، وألغيت منه ما ارتكبه من التكرير والإسهاب، فليشتهر (بتجريد الأصول في أحاديث الرسول )، ولما كثرت فيه الكتب والأبواب رتبها على حروف المعجم، لئلا يحتاج طالب الحكم إلى تصفح أكثر الكتاب والأبواب، وضبط ذلك بالحرف الأول من الجكم بعد حذف آلة التعريف، إلا أن يكون من أحكام كتاب حرف آخر فإنه يذكر فيه، مثاله ذكر الغنيمة في كتاب الجهاد من حرف الجيم لئلا تتفرق أحكام الجهاد وهكذا.
وأفرد ما اشتمل على معان لم يغلب أحدها كتاب سماه كتاب اللواحق، ولما جاء في تفضيل شيء من قول أو فعل أو رجل أو مكان كتابا سماه كتاب الفضائل، من حرف الفاء.
وذكر أنه وجد في كتاب رزين أحاديث لم يرها في مفردات الأصول التي جمعها، ونقل منها، فسطر أسماء رواتها وتركها عطلا بلا علامة قال قاضي القضاة : وقد اقتديت به في هذا الترتيب، غير فصلين أحدهما : أنه متى أتى حرف فيه كتب لها فضائل نقلت فضائلها إليها، ثم ما بقي تركته حيث وضعه.
الثاني : أنه متى اجتمعت العلامات الست على اسم راو جعلت مكانها ( ق ) فبينت بها اتفاقهم، ثم إني محافظ على لفظ البخاري ومسلم، فمتى اتفقا على لفظ قلت: هذا لفظهما، وإن اختلفا قدمت البخاري فقلت: هذا لفظه، وهكذا إذا انفرد أحدهما مع غيره، ثم أنبه على زيادات الباقين، انتهى ملخص لفظ قاضي القضاة ـ رحمه الله ـ.
قد نظرت في كل من ( الجامع ) و( تجريده ) وشاهدت حسن وضع كل منهما وتمهيده، فرأيت كلا من مؤلفيهما قد رقم اسم الصحابي الراوي للحديث في حاشية الكتاب، ورمز عليه لمن أخرجه من الستة برموز اختلطت واختبطت على أكثر الكتاب، فحصل فيها التقديم والتأخير، والنقصان والتكرير، حتى كثر في ذلك العناء، ولم يحصل لأكثر الطلاب فيه غناء، وقَلَّ إلتذاذ قارئ كل منهما وسامعه، وعسر انتفاع محصل ( التجريد ) ومطالعه، فعزمت بعد استخارة الله تعالى على تيسيره للمنتفعين، وتحبيره للمستعين، رغبة في إحياء السنة النبوية، ومحبة لاقتفاء الآثار الشريفة المحمدية، وصدرت كل حديث منه باسم صحابيه الذي رواه، وختمته بمن خرجه من الأئمة وحواه، ودمجت ذلك بين متون الأحاديث، ليؤمن به من الغلط والإشتباه، وتقبله الطباع ولا تأباه.
فإن اتفق الستة على إخراجه قلت: أخرجه الستة، وإن انفرد منهم مالك بعدم إخراجه قلت: أخرجه الخمسة، وإن انفرد واحد من الستة غير مالك أو من الخمسة بعدم إخراجه استثنيته باسمه، فقلت: أخرجه الستة أو الخمسة إلا فلانا، وإن اتفق البخاري ومسلم على إخراجه قلت: أخرجه الشيخان، فإن وافقهما مالك على إخراجه قلت: أخرجه الثلاثة، وإن وافقهما غيره قلت: أخرجه الشيخان وفلان باسمه، وإن أخرجه من عدا البخاري ومسلما قلت: أخرجه الاربعة فإن لم يخرجه معهم مالك قلت : أخرجه أصحاب السنن، وان أخرجه الاربعة إلا واحدا منهم غير مالك استثنيته باسمه فقلت: أخرجه الأربعة إلا فلانا.
وإن اختلف هذا الترتيب ولم يتفق حسن نظمة ذكرت من أخرجه من الستة باسمه، وما صدرت باسم الامام مالك فاني مستغن عن عزوه إليه بذلك، واكتفيت في زيادات رزين بنسبتها إليه، واستغنيت في ذلك بالحوالة عليه، وما تقاربت معانيه من الأحاديث واختلفت ألفاظه اكتفيت بإثبات إحدى رواياته، وما اختلفت معانيه وألفاظه فلا بد من ذكر المخالف وإثباته، وما تكرر فيه من الأحاديث اقتصرت على أتم الروايات فيه، إلا أن يقع اختلاف في تخريجه أو اسم راويه، واعتمدت في ذلك على ( تجريد ) قاضي القضاة، وزدت من أصله شيئا كثيرا من غريب الحديث ومعناه، وتصحيح ما وقع فيه من الغلط والإشتباه، لتعظم فائدته وجدواه، ويستغنى به محصله عما سواه وسميته:( تيسير الوصول إلى جامع الأصول من حديث الرسول).